# Gela vasútállomás
Gela vasútállomás egy vasútállomás Olaszországban, Szicília régióban, Caltanissetta megyében, Gela településen. Forgalma alapján az olasz vasútállomás-kategóriák közül az ezüst kategóriába tartozik.

## Vasútvonalak
Az állomást az alábbi vasútvonalak érintik:
- Caltanissetta Xirbi-Gela-Siracusa-vasútvonal
- Catania–Gela-vasútvonal